# Municipio de Hanover (Nueva Jersey)
El municipio de Hanover (en inglés: Hanover Township) es un municipio ubicado en el condado de Morris en el estado estadounidense de Nueva Jersey. En el año 2010 tenía una población de 13,712 habitantes y una densidad poblacional de 495 personas por km².

## Geografía
El municipio de Hanover se encuentra ubicado en las coordenadas 40°49′17″N 74°26′8″O / 40.82139, -74.43556.

## Demografía
Según la Oficina del Censo en 2000 los ingresos medios por hogar en el municipio eran de $84,115 y los ingresos medios por familia eran $93,937. Los hombres tenían unos ingresos medios de $59,278 frente a los $40,799 para las mujeres. La renta per cápita para la localidad era de $37,661. Alrededor del 1.6% de la población estaba por debajo del umbral de pobreza.